# 중대국무공직
중대국무공직(영어: the Great Offices of State)은 영국 내각의 의전서열 1위-4위의 최고위 공직을 일컫는다. 총리, 재무장관, 외무장관, 내무장관이 이에 해당한다.
중세부터 내려오는 9개 관직을 일컫는 국무중신(Great Officers of State)과는 다르다.
2024년 영국 총선 결과에 따라 7월 5일 키어 스타머가 총리에 취임하고, 내각을 구성하였다. 재무장관에 임명된 레이철 리브스는 재무부 역사상 최초의 여성장관이다.
| 직책                  | 사진 | 성명          | 취임일         |
| --------------------- | ---- | ------------- | -------------- |
| 총리 겸 제1대장경     |      | 키어 스타머   | 2024년 7월 5일 |
| 재무장관 겸 제2대장경 |      | 레이첼 리브스 | 2024년 7월 5일 |
| 외무장관              |      | 데이비드 래미 | 2024년 7월 5일 |
| 내무장관              |      | 이베트 쿠퍼   | 2024년 7월 5일 |

## 같이 보기
- 영국 내각